# Коджи, Камана
Камана Коджи (англ. Kamana Koji; род. 13 марта 1967) — заирский легкоатлет, выступавший в беге на длинные дистанции и марафонском беге. Участник летних Олимпийских игр 1988 года.

## Биография
Камана Коджи родился 13 марта 1967 года.
В 1988 году вошёл в состав сборной Заира на летних Олимпийских играх в Сеуле. В беге на 10 000 метров не смог завершить дистанцию в полуфинале наряду с ещё тремя участниками забега. В марафонском беге занял 73-е место, показав результат 2 часа 38 минут 34 секунды и уступив 28 минут 2 секунды завоевавшему золото Джелиндо Бордину из Италии.

## Личный рекорд
- Марафон — 2:38.34 (2 октября 1988, Сеул)[4][2]